# Радбуза
Ра́дбуза — західночеська річка, що бере початок  під пагорбом Лиса (869 м над рівнем моря) у районі Домажлиці. Злиття з річкою Мже в Пльзені створює Бероунку. Довжина річки 112 км. Площа водозбірного басейну становить 2179 км².

## Притоки
- Slatinný potok, ліва, 100,5 км
- Huťský potok, ліва, 97,7 км
- Bezděkovský potok, ліва, 93,3 км
- Bystřický potok, права, 89,3 км
- Skařezský potok, ліва, 86,9 км
- Starý potok, права, 85,4 км
- Mělnický potok, ліва, 83,2 км
- Slatinný potok, права, 80,6 км
- Slatina, зліва, 77,5 км
- Černý potok, права, 66,9 км
- Křakovský potok, ліва, 65,1 км
- Lazecký potok, права, 64,6 км
- Semošický potok, ліва, 53,0 км
- Puclický potok, ліва, 52,2 км
- Srbický potok, права, 47,5 км
- Chuchla, ліва, 47,2 км
- Hořina, ліва, 40,4 км
- Touškovský potok, ліва, 38,9 км
- Merklínka, ліва, 34,8 км
- Dnešický potok, права, 27,6 км
- Chlumčanský potok, права, 21,9 км
- Luční potok, ліва, 9,1 км
- Úhlava, права, 4,6 км

## Населені пункти
Rybník, Smolov, Bělá nad Radbuzou, Horšovský Týn, Staňkov, Holýšov, Stod, Chotěšov, Dobřany і Пльзень.

## Використання
Приблизно за 2 км до впадіння в Углаву на річці побудоване водосховище České Údolí.
Радбуз використовується легкими човнами для плавання від Horšovský Týn до Пльзеня.

## Фотографії

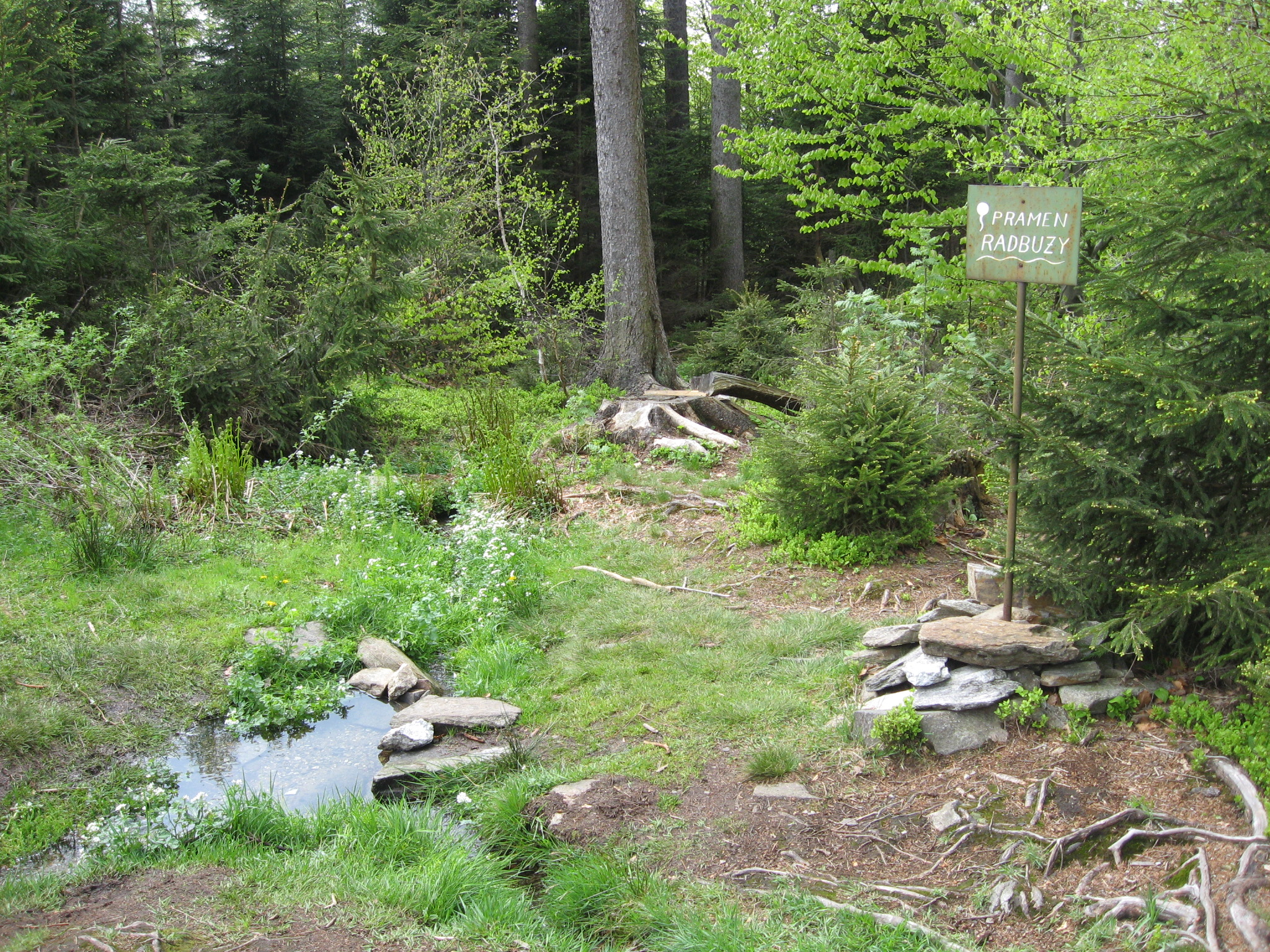
Джерело Радбузи
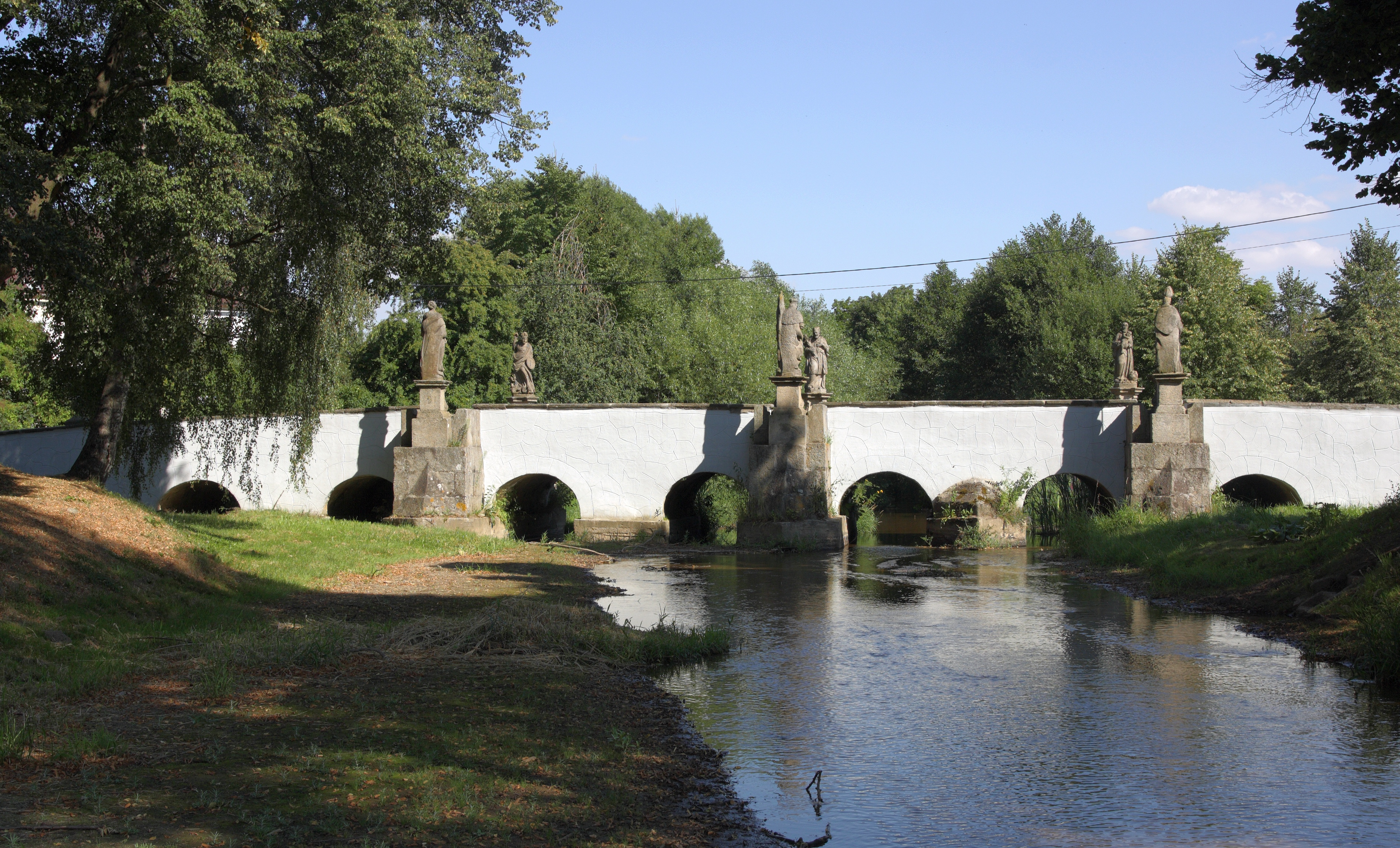
Міст у Білі над Радбузою
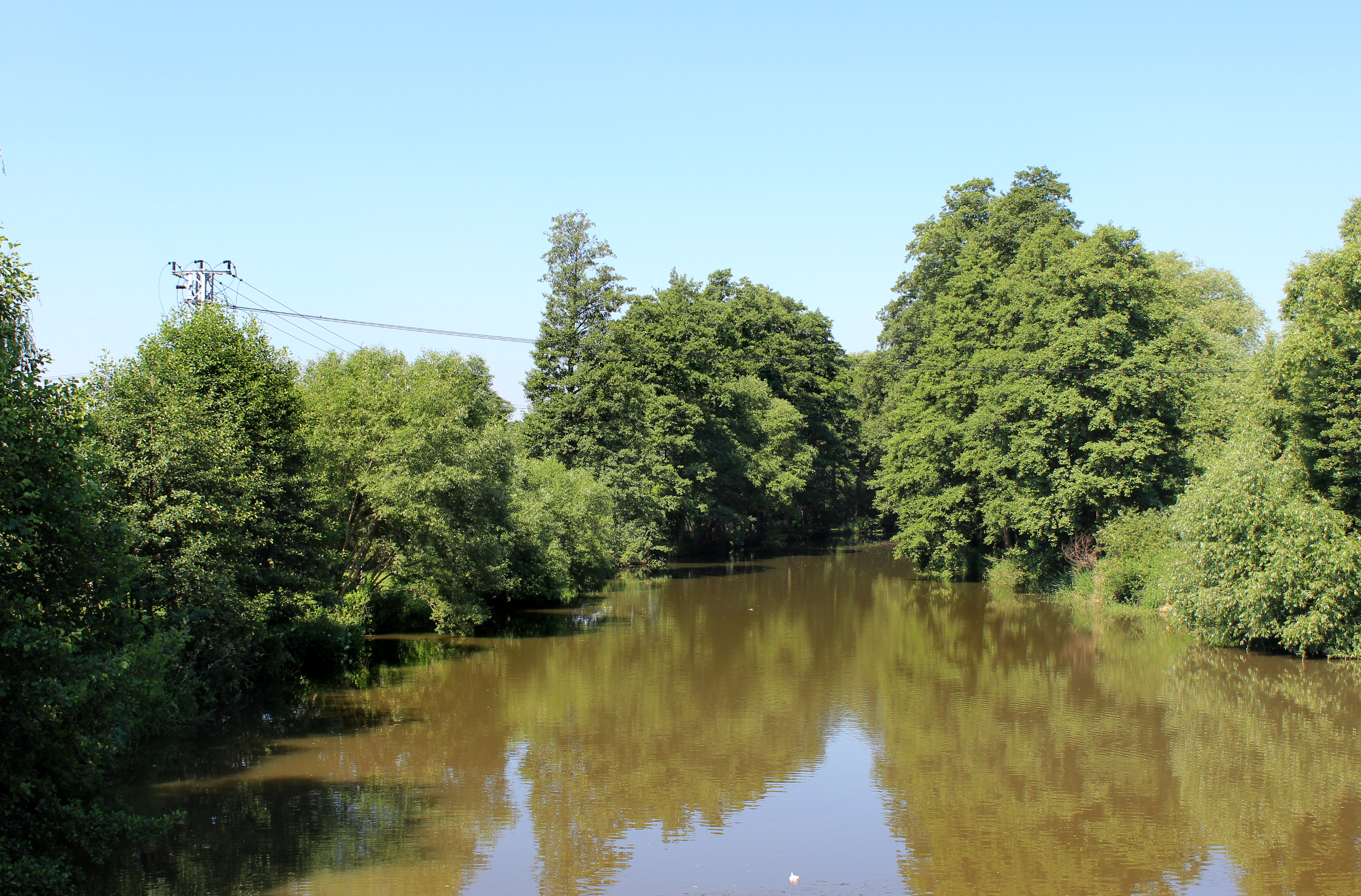
Радбуза в Горшовському Тині
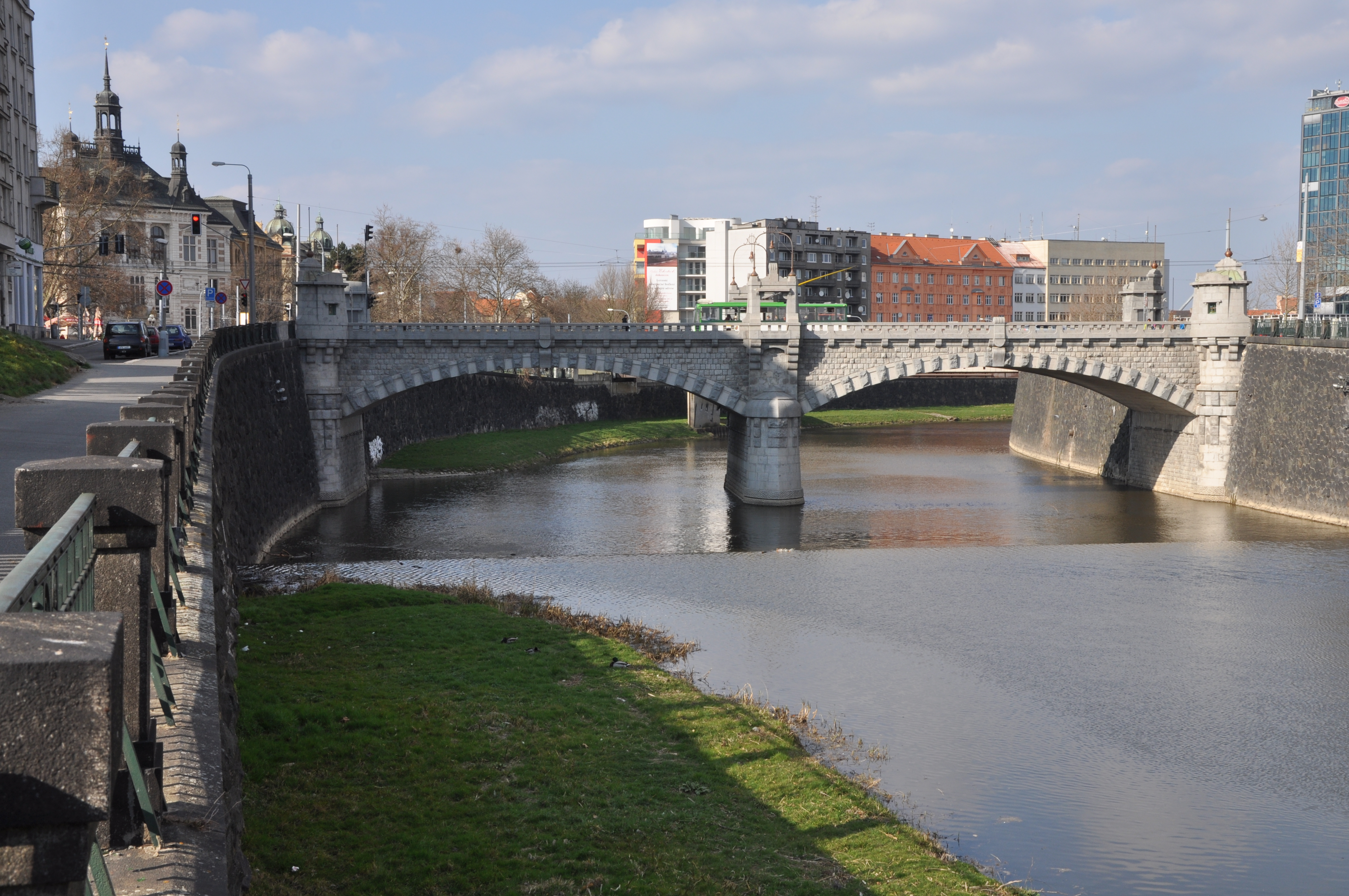
Міст Вільсона в Пльзені
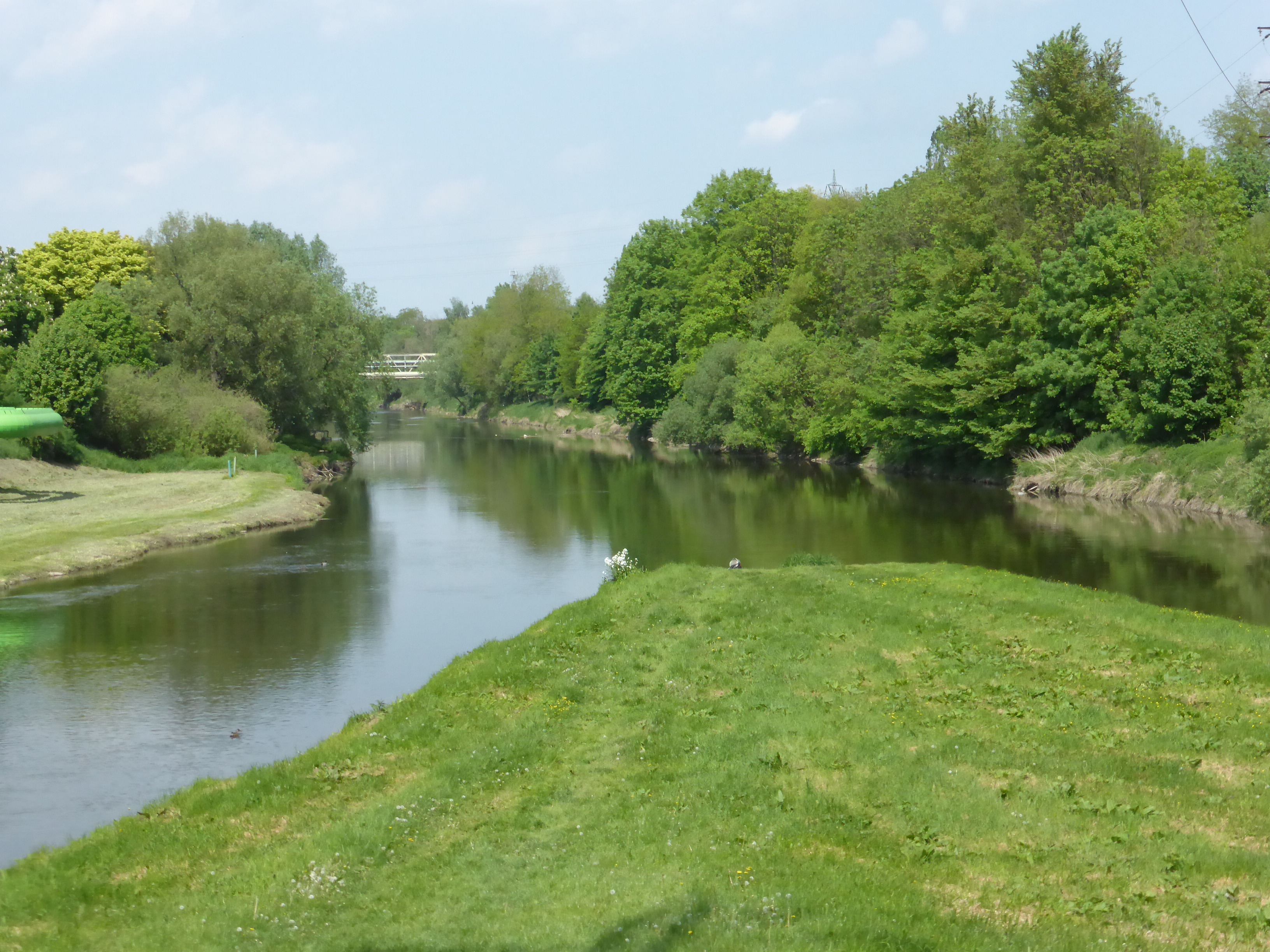
Злиття з Мжею